# Симо Кларић
Симо Кларић (Калиновик, 5. мај 1924 – 10. јануар 2019) српски је књижевник. Прве литерарне радове штампао је у београдским листовима и часописима.

## Биографија
Симо Кларић рођен је 1924. године у Боријама, код Калиновика. Учесник је НОР-а од 1941. Новинарством се бавио од 1947. године. Један је од уредника дневника Ослобођење. Радио је у Сарајеву, Београду и Москви. За потребе школа у Србији приредио је велику књигу избора из поезије и прозе Бранка Ћопића (370 страница) "Златне бајке о људима - Бранко Ћопић у сто лекција", прво издање 1991, касније још два издања. Симо Кларић је заступљен у првој југословенској антологији хумора, са још дванаест хумориста, "Савремени југословенски смијех", штампаној 1959. године. Живи у Касиндолу, Источно Сарајево.